# Aphex Twin
Richard David James (Munster, 18 de agosto de 1971), más conocido como Aphex Twin (pronunciado /ˈeɪfeks twɪn/), es un DJ y productor irlandés nacionalizado británico. Fue descrito por el periódico The Guardian en 2001 como «la figura más innovadora e influyente de la música electrónica contemporánea». Fundó el sello discográfico Rephlex Records en 1991 junto a Grant Wilson-Claridge. En 2021, la publicación Pitchfork lo incluyó en su lista de los 200 artistas más influyentes de los últimos 25 años.

## Biografía

### Primeros años
Richard David James nació de padres galeses, Lorna y Derek James, en el hospital St. Munchin's Limerick Regional Maternity en Limerick, Irlanda. Creció en Lanner, Cornualles, Inglaterra. Disfrutó, junto a dos hermanas mayores, de una «muy feliz» infancia durante la cual, de acuerdo al propio James, «pudimos hacer todo aquello que quisimos». Le gustó «crecer allí, estar separado de la ciudad y del resto del mundo». James acudió al colegio Redruth School, situado en Redruth, Cornualles.
Según el músico Benjamin Middleton, James comenzó a producir música a los 12 años. Durante su adolescencia era DJ en el Shire Horse de St Ives, junto a Tom Middleton en el Bowgie Inn en Crantock y también en diferentes playas en el área de Cornualles. James estudió para lograr un diploma en ingeniería entre 1988 y 1990 (con entre 16 y 18 años) en el Cornwall College. Cuando habla de sus estudios, James dice que «la música y la electrónica iban de la mano». James se graduó en el instituto. De acuerdo a un profesor de ingeniería, sin embargo, solía tener sus auriculares en las orejas durante las clases prácticas, «sin duda porque pensaba en los mixes en los que trabajaría después».

### Comienzos de su carrera: principios de los años 1990
En 1989 James conoció y se hizo amigo de Grant Wilson-Claridge trabajando como DJ en el pub Bowgie, cercano a Newquay en Cornualles. A Wilson-Claridge le produjo curiosidad el tipo de sets que James llevaba a cabo y le sorprendió descubrir que James ponía cintas de su propia música.
El primer disco de James fue el EP Analogue Bubblebath, lanzado bajo el sello Mighty Force Records en 1991. Apareció por primera vez bajo el seudónimo de Aphex Twin, posteriormente cambiado a AFX. La canción En Trance to Exit fue realizada en colaboración con Tom Middleton, también conocido como Schizophrenia. El EP entró en laplaylist de Kiss FM, una influyente emisora de radio londinense, lo que contribuyó a que el disco tuviera cierto éxito.
En 1991, James y Wilson-Claridge fundaron Rephlex Records para promover «la innovación en la dinámica del acid; un género del house amado y poco entendido, olvidado por algunos y nuevo para otros, especialmente en Gran Bretaña».
Entre 1991 y 1993, James publicó dos EP titulados Analogue Bubblebath, uno sin nombre de artista y el otro bajo el seudónimo de AFX. Luego, un EP bajo el nombre de Bradley Strider, Bradley's Beat. James se mudó a Londres para hacer un curso de electrónica en la Universidad Kingston, pero en la misma época confesó al periodista David Toop que estaba dejando sus estudios en electrónica para dedicarse a formar una carrera en el techno. Tras dejar el curso, James permaneció en Londres y publicó varios álbumes y EP en Warp Records y otros sellos bajo diferentes alias, como AFX, Polygon Window y Power-Pill. Varios temas de James (publicados bajo los alias Blue Calx, The Dice Man y otros) aparecieron en diferentes recopilatorios. Una leyenda local afirmaba en la época que James vivía en la rotonda de Elephant and Castle durante sus primeros años en la capital. En realidad, Richard vivía en un banco abandonado cercano.

### Primeros éxitos: 1992–1995
El primer disco de larga duración de Aphex Twin, Selected Ambient Works 85-92, fue publicado en 1992 en R&S Records. Recibió críticas muy positivas y fue aclamado por los críticos. John Bush, de la página web Allmusic, lo describe como "un hito del ambient". En 2002, la revista Rolling Stone escribió sobre el álbum: "Aphex Twin se expandió mucho más allá del trabajo de Brian Eno al fusionar paisajes aterciopleados con beats oceánicos y líneas de bajo." Pitchfork Media ha escrito sobre el álbum que este se encuentra "entre la música más interesante que haya sido creada con un teclado y un ordenador." Los críticos también destacaron el hecho de que sus canciones estuvieran grabadas en cintas de casete y que por lo tanto la calidad de sonido era "relativamente pobre".
En 1992 publicó los EP Xylem Tube y Digeridoo como Aphex Twin; Pac-Man EP como Power-Pill (basado en el juego de arcade Pac-Man) y dos EP como Caustic Window. Digeridoo alcanzó el puesto #55 en el UK Singles Chart, y fue descrito como uno de los precursores del drum and bass por Rolling Stone. "Digeridoo" fue grabado inicialmente en beneficio de FIZZ-BOMB (en Shire Horse, St Ives, Cornwall). Estos primeros discos fueron publicados en sellos como Rephlex Records, Mighty Force de Exeter y el belga R&S Records.
En 1993, James publicó Analogue Bubblebath 3. También publicó un EP titulado On; su segundo EP como Bradley Strider, Bradley's Robot; dos sencillos como Caustic Window, y sus primeras grabaciones para el sello Warp Records, Surfing on Sine Waves y "Quoth", bajo el alias Polygon Window.
En 1994, a través de Warp Records  publicó la continuación de Selected Ambient Works 85-92, Selected Ambient Works II. Su sonido dejaba de lado casi por completo el ritmo, siendo dominante la presencia de melodías como fuerza rectora del trabajo. Los nombres de todas las canciones fueron descritos con símbolos a partir de gráficos circulares, cada uno de los cuales se correspondía con una imagen grande que formaba parte del libreto interior, con la excepción de una canción, titulada Blue Calx. Para descifrar los nombres de las canciones, el oyente tenía que comparar la duración de cada tema con el tamaño de cada símbolo. Por ejemplo, el primer título, que suele etiquetarse como Cliffs, se lleva a cabo emparejando el primer símbolo con la primera imagen, que tiene la forma de un precipicio rocoso. James afirmó en la revista The Wire y en otros medios que estas canciones estaban inspiradas por sueños lúcidos y sinestesia. Otros discos de este año son Analogue Bubblebath, GAK, creado a partir de "demos" enviadas previamente a Warp Records, y Classics, álbum recopilatorio que incluye las canciones de "Digeridoo" y Xylem Tube EP.
Para su disco de 1995, ...I Care Because You Do, James utilizó un autorretrato para la portada, un motivo que continuaría en multitud de publicaciones posteriores. El álbum era una recopilación de producciones creadas entre 1990 y 1994 y representa una mezcolanza de los diferentes estilos musicales de Aphex Twin. Este fue el último disco de James de los años 1990 en utilizar sintetizadores analógicos de forma mayoritaria. El compositor de música clásica Philip Glass el encargo por parte de James de crear una versión orquestal de una de los temas de este álbum, Icct Hedral, que apareció en el EP Donkey Rhubarb.

### Jungle, DSP y ordenadores portátiles: 1995–1999
En 1995 (fundamentalmente en el álbum Hangable Auto Bulb de AFX, un anagrama aproximado de Analogue Bubblebath), James comenzó a publicar material musical con composiciones cada vez más complejas utilizando ordenadores, combinando el sonido jungle con temas nostálgicos de su juventud y motivos musicales ácidos generados por ordenador.
La pionera adopción de James de sintetizadores de software se adelantó a la popularidad posterior que llevó más adelante a la generalización del uso de ordenadores para crear música. Entre mediados y finales de los 1990, su música se hizo más popular, con álbumes como Richard D. James Album y Expert Knob Twiddlers (colaboración con el productor µ-Ziq) en 1996; el EP Come to Daddy en 1997 (#36 en las listas británicas) y el EP "Windowlicker" en 1999 (#16 en las listas británicas). Dos lanzamientos poderosamente basados en la técnica del procesamiento digital de señales (DSP por sus siglas en inglés). Los videos musicales de las canciones homónimas de Come to Daddy y Windowlicker fueron emitidos por MTV y se convirtieron en la sintonía de revistas como NME. Los vídeos de ambas canciones fueron dirigidos por el artista británico Chris Cunningham y provocaron cierta controversia por sus imágenes perturbadoras.

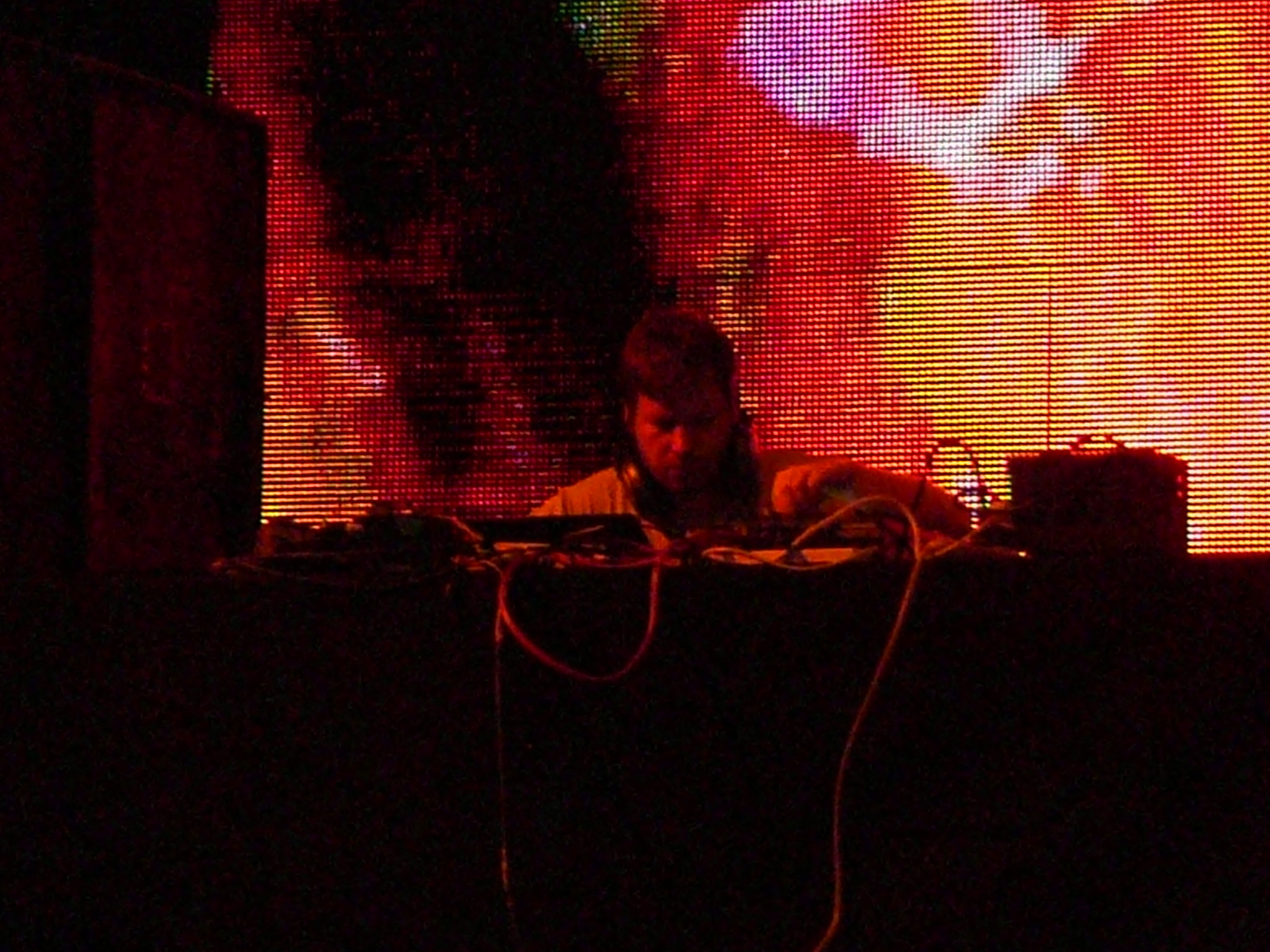
Aphex Twin en Coachella 2008

En 1998, Rhubarb  (track número 3 de Selected Ambient Works Volume II) apareció como parte de una trasmisión de prueba digital de la BBC, pasando varios meses como loop permanente en todo Reino Unido.

### Piano preparado, ordenador portátil y más DSP: 2000–2003
En 2001 Aphex Twin publicó drukQs, su quinto álbum de estudio compuesto mayoritariamente por canciones tocadas con instrumentos acústicos controlados por computadora, como un disklavier Yamaha de segunda generación. Buena parte de los títulos de las canciones están escritos en idioma córnico (como Jynweythek, que podría traducirse como músicamáquina). También se pueden encontrar canciones abrasivas, rápidas y meticulosamente programadas por ordenador. Rolling Stone describió las canciones de piano como "bellas aunque sin intención". Algunos críticos afirmaron que drukQs fue publicado con la intención de romper la relación contractual que unía al músico con Warp Records, una hipótesis creíble dado que las siguientes referencias importantes de James fueron publicadas en su propio sello Rephlex. James dijo a la prensa que había perdido un reproductor de MP3 etiquetado como "Aphex Twin—temas sin publicar" en un avión, que contenía un buen número de canciones sin editar, lo que provocó su apresuramiento a la hora de publicar el disco para evitar una filtración en Internet. Ese mismo año también publicó un EP corto titulado 2 Remixes By AFX. Incluía dos remezclas de originales de 808 State y DJ Pierre. Un tercer tema sin título consistía en una imagen codificada en forma de señales de audio.

### Sintetizadores y cajas de ritmos: 2004–2011

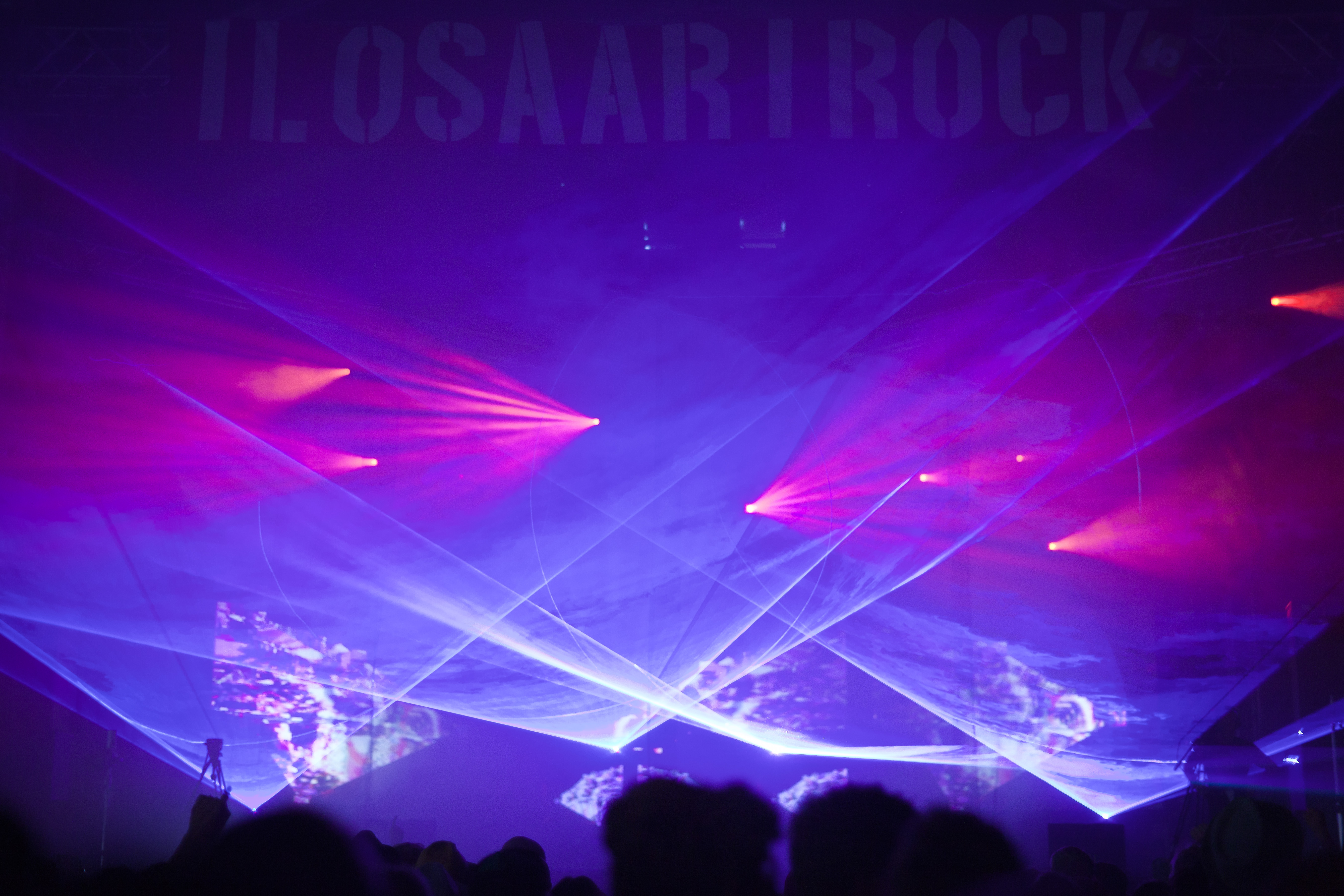
Aphex Twin en Ilosaarirock Festival 2011

Hacia finales de 2004, surgieron rumores de que James iba a volver al sonido basado en el acid techno. Estos se confirmaron con la serie Analord, formada por 11 EP con un total de 42 temas y una media de 2–4 temas por EP. La serie fue creada tocando y secuenciando equipo musical electrónico analógico y digital como sintetizadores y cajas de ritmos. La serie fue grabada completamente en cinta magnética y posteriormente prensada en disco de vinilo. Para los oídos de James, el sonido en cinta o vinilo es mejor que en digital, ya que dos copias nunca suenan igual. Sin embargo, el copropietario del sello Rephlex, Grant Wilson-Claridge, convenció a James para publicar una edición recopilatoria en CD: Chosen Lords, formada por 10 temas seleccionados de la serie Analord. Para la serie Analord James utilizó su colección de sintetizadores y cajas de ritmos antiguas, algunos de los cuales eran realmente únicos en su época.
Diferentes anuncios en la prensa indicaron que Aphex Twin ha publicado posteriormente bajo el seudónimo The Tuss. Rephlex Records negó que The Tuss fuera una identidad de Aphex Twin, pero esta hipótesis fue confirmada finalmente por el propio Richard D. James en una entrevista previa al lanzamiento de su álbum Syro en 2014.
En una entrevista concedida en octubre de 2010 con la revista británica Another Man, James afirmó tener 6 álbumes completos, uno de los cuales era un remake del disco sin editar Melodies from Mars, originalmente producido en la época del Richard D. James Album.

### Actividad reciente (2014-2018)
En junio del 2014, un LP de Caustic Window de 1994 fue lanzado como descarga digital por una campaña de Kickstarter. Registrado originalmente en vinilo, y sólo un par de copias, fue aprobado por Grant Wilson Claridge y James para que cada contribuyente recibiera una copia en formato digital.  A través de una subasta en eBay, la copia original la recibió Markus Persson, creador del videojuego Minecraft. Durante agosto de este año, un dirigible verde con el logo de Aphex Twin y el año 2014 inscrito en él, sobrevoló los cielos de Londres. Posteriormente, a través de la Deep Web, aparecería un enlace que confirmaba los rumores, anunciando que un nuevo álbum sería publicado 13 años después de Drukqs, el cual se titularía Syro. El nombre del disco es una palabra inventada por su hijo mayor, la cual a Richard le pareció perfecta para usarla. Syro recibió muy buenas críticas por el afán de innovar y reinventarse, consiguiendo ser nominado para los Grammys en la categoría de "Mejor disco Dance / Electrónica del año". Finalmente fue el ganador de este premio, pero no se presentó a la ceremonia.  El  23 de enero de 2015, publicó un EP llamado "Computer Controlled Acoustic Instruments pt2", en el cual todas las canciones estaban realizadas con instrumentos acústicos accionados por robots.
En los inicios de 2015, se ha empezado a publicar música a través del usuario de Soundcloud user48736353001, y de manera no confirmada oficialmente, música de Richard que engloba las épocas de finales de los 80 hasta la actualidad, todos ellos descargables gratuitamente. Hasta la actualidad hay un total de 173 canciones. También se ha creado la web user48736353001, donde se puede ver cada nuevo lanzamiento de dicha cuenta de Soundcloud.
En 2017 publicó un álbum llamado Orphans.
En 2018, después de varios anuncios, entre ellos uno críptico en un periódico por parte de Warp Records, lanzó un nuevo EP llamado Collapse. Este incluye 5 canciones, y de ellas, la primera del álbum, T69 Collapse, se sacó como sencillo.

## Equipo

### Hardware
- Alesis Quadraverb
- Apple Mac
- Casio FZ 10[26]
- Casio SK-1
- EMS Synthi 100
- Elka Synthex
- Three Korg MS-20s[26]
- Roland 100m[26]
- Roland MC-4 Microcomposer
- Roland MKS-80
- Roland RS-505
- Roland SH-101[26]
- Roland TB-303[26]
- Roland TR-606
- Roland TR-707
- Roland TR-727
- Roland TR-808[26]
- Roland TR-909
- Synton Fenix
- UPIC[27]
- Yamaha CS 5[28]
- Yamaha DX1
- Yamaha GX1

#### Software
- Cubase
- LiveSlice[27]
- Max
- Metasynth
- Reaktor
- ReCycle
- SuperCollider[29]
- Ableton Live
- Renoise